# 穴吹站
穴吹站（日语：／ Anabuki eki */?）是一位於日本德島縣美馬市、隸屬於四國旅客鐵道（JR四國）的鐵路車站。車站編號為B16，是美馬市的中心車站，停靠所有特級的列車，亦是線內其中一個區間車總站，其中由阿波池田站開出的首班普通列車只至本站止。由德島站開出的普通班車，約有半數也以此為總站。早上有一班往德島方向的普通列車，到達德島站後會直通牟岐線至阿南站。

## 車站構造
設有單層木製站舍一座。和鄰站小島站都是規模較小的站舍，設有候車大堂、兼備綠窗口功能的售票處、站務室、自動售票機及小商店；洗手間則獨立設於月台範圍內。不過因本站的候車大廳比小島站為大，所以可設置售賣亭式的商店，現時由JR四國的子公司四國便利商店進駐；另外過往亦曾有和菓子店舖，以「立售」的方式售賣當地手信「葡萄饅頭」（即沒有固定的售賣店舖或位置，由小販捧著盛裝商品的木盒或藤筲箕在月台或大堂中銷售），但隨著乘車人數減少，再加上「道之驛」的出現，令這些小販在1980年代初消失於車站內。

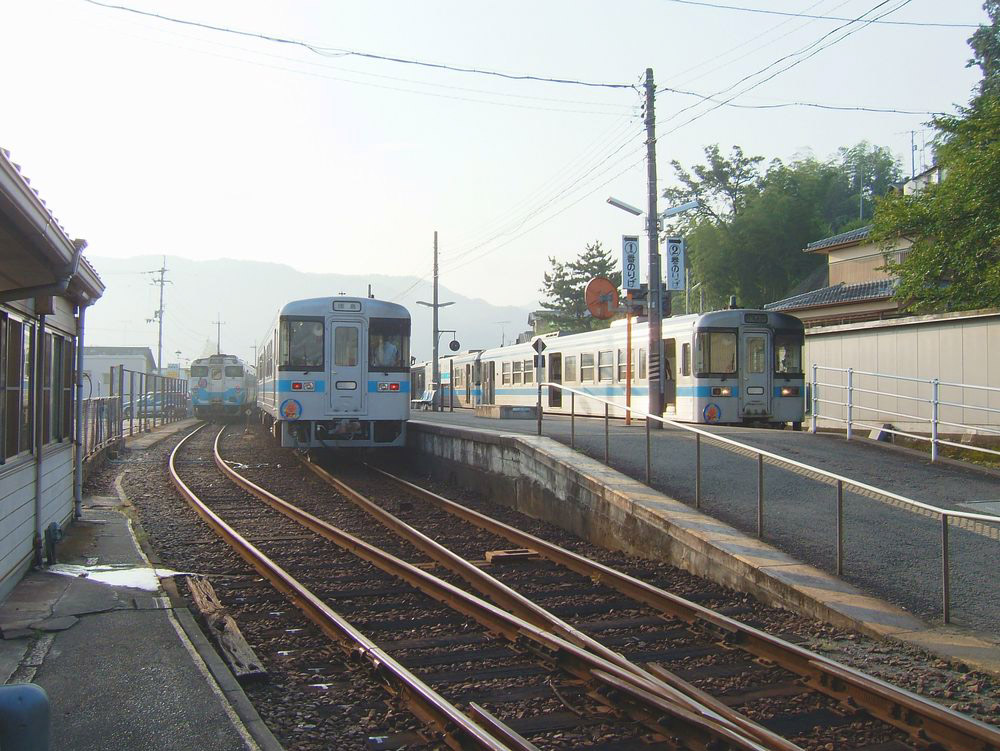
月台上同時停靠了往德島站（1號月台）及阿波池田站（2號月台）的普通列車，另外1號月台旁的側線另有休息中的區間車。

設有島式月台1座，提供了1線2面的配置，同時各月台邊再另設有側線1條，合共4條路軌。而本站月台亦採用月台編號，而非如鄰站的島式月台，只以「上行」或「下行」標示。各月台可同時作為上、下行發車之用。按2022年3月的時間表，下行往阿波池田一律於2號月台開出；上行列車由1或2號月台開出的班次約各佔一半，但特急列車僅早上的劍山2號為1號月台開車。

### 月台配置
| 月台 | 路線    | 方向 | 目的地                            | 備註                          |
| ---- | ------- | ---- | --------------------------------- | ----------------------------- |
| 1    | ■德島線 | 上行 | 德島、直通■牟岐線至桑野方向       | 約半數特急及普通列車。        |
| 1    | ■德島線 | 下行 | 阿波池田方向                      | 早上07:20普通列車班次。       |
| 2    | ■德島線 | 上行 | 德島、直通■牟岐線至阿南、海部方向 | 約半數特急及普通列車。        |
| 2    | ■德島線 | 下行 | 阿波池田方向                      | 除07:20普通列車外的所有班次。 |

## 歷史
- 1914年3月25日：開業。
- 1987年4月1日：日本國鐵分割民營化，車站的營運由JR四國繼承。
- 2021年10月：綠窗口結束運作。
- 2025年3月15日：降為全日無人化，改由阿波池田站管理[4]。

## 利用狀況
| 乗車人員推移 | 乗車人員推移 |
| 年度         | 1日平均人數  |
| ------------ | ------------ |
| 1995         | 1,102        |
| 1996         | 1.101        |
| 1997         | 1,034        |
| 1998         | 1,026        |
| 1999         | 1,016        |
| 2000         | 989          |
| 2001         | 932          |
| 2002         | 859          |
| 2003         | 828          |
| 2004         | 776          |
| 2005         | 778          |
| 2006         | 767          |
| 2007         | 767          |
| 2008         | 719          |
| 2009         | 682          |
| 2010         | 645          |

## 相鄰車站
※停靠此站的特急「劍山」的相鄰停靠站參見列車條目。
四國旅客鐵道（JR四國）
■德島線
川田（B15）－穴吹（B16）－小島（B17）

## 外部連結
- JR四國穴吹站公式網頁。（日語）